# Alberto Giacometti

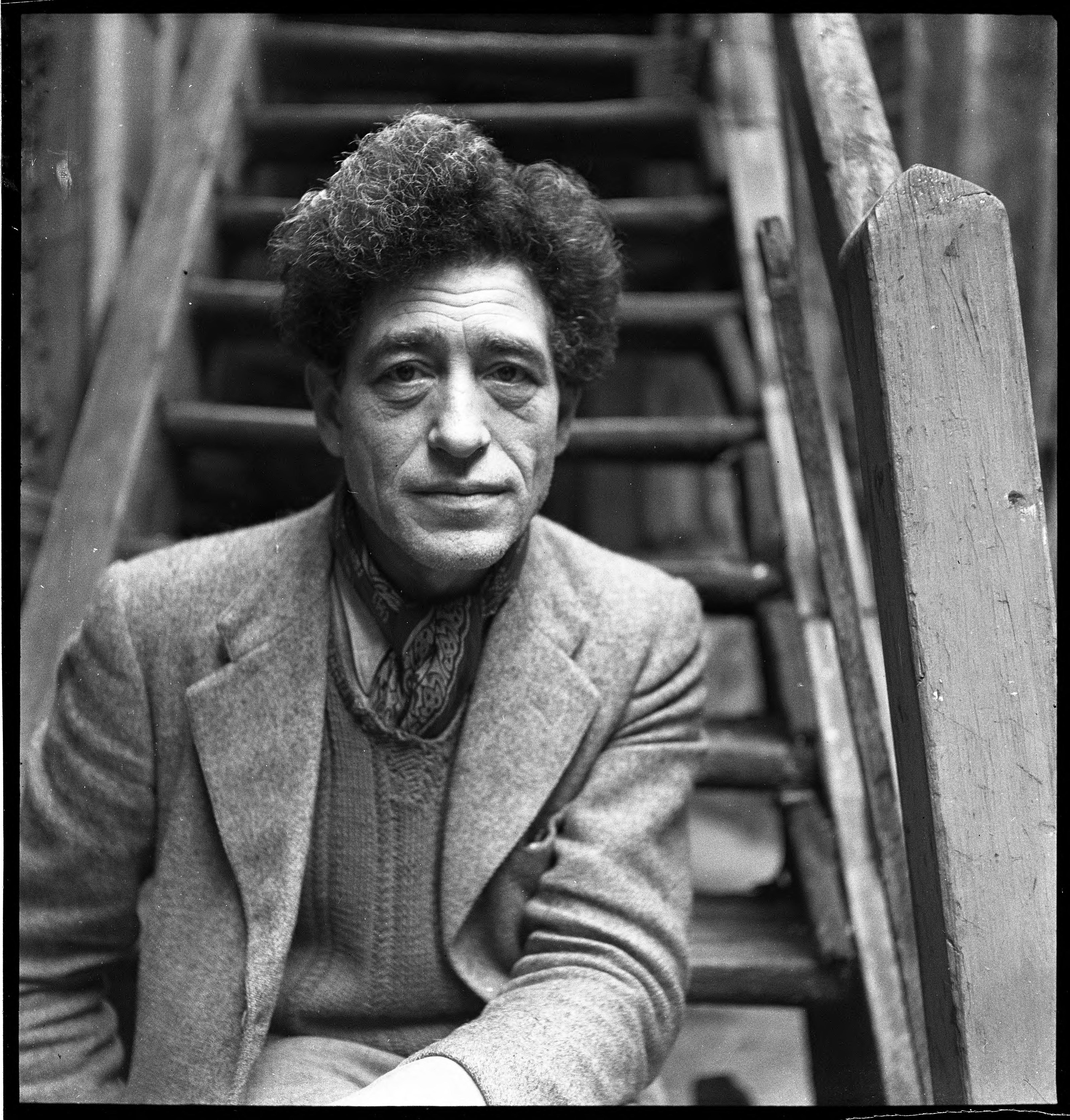
Giacometti (foto Emmy Andriesse)

Alberto Giacometti (Borgonovo, Stampa, 10 oktober 1901 – Chur, 11 januari 1966) was een Zwitserse beeldhouwer en schilder.

## Leven en werk

### Eerste jaren
Alberto was een zoon van de postimpressionistische schilder Giovanni Giacometti, een broer van Diego Giacometti (kunstschilder en handwerksman, die later Alberto's assistent werd) en een neef van de schilder Augusto Giacometti. De familie vestigde zich in 1906 in Stampa, waar Alberto van zijn vader een atelier kreeg in een voormalige schuur. Vanaf 1910 bracht de familie de zomers door in een chalet in Maloja, waar vader en zoon Giacometti veel landschappen tekenden en schilderden.
Een eerste schilderij van Alberto, Appels, dateert van 1913 en een eerste beeld, een buste van Diego, is van 1914. Alberto was zeer geïnteresseerd in de kunstboeken van zijn vader en maakte zo kennis met het werk van onder anderen Albrecht Dürer, Rembrandt van Rijn en Jan van Eyck. Dit werk ging hij kopiëren, een bezigheid die hij later nog vaak zou beoefenen. Tijdens zijn schooljaren van 1915 tot 1919 kreeg hij, als uitstekende leerling, de beschikking over een atelier om in de vrije tijd te kunnen schilderen en beeldhouwen.

### Opleiding
Giacometti liet zich in 1919 inschrijven aan de kunstacademie in Genève, die hij na korte tijd weer verliet om zich vervolgens aan te melden voor de beeldhouwklas van de kunstnijverheidsschool. In 1920 bezocht hij enkele malen Italië, eerst in mei 1920 samen met zijn vader in Venetië de Biënnale van Venetië en de San Marco, waar hij zeer veel inspiratie opdeed, en daarna vele maanden verblijvend in onder andere Florence, Assisi en Rome.

### Parijs
Vanaf 1922 woonde en werkte hij in Parijs, in de wijk Montparnasse. Hij volgde lessen bij Émile-Antoine Bourdelle aan de Académie de la Grande Chaumière. 's Ochtends werkte hij aan zijn beelden, 's middags tekende hij. Hij was er erg eenzaam en bezocht musea, waar hij werken van Henri Matisse kopieerde. Deze situatie duurde tot 1925 toen hij over een eigen atelier beschikte in de Rue Froideveaux 37. Op uitnodiging van Bourdelle kon hij exposeren tijdens de Salon des Tuileries en kreeg hij zijn eerste opdracht van een Zwitserse verzamelaar. Hij onderging de invloed van Henri Laurens, die hij in zijn atelier ontmoette, Jacques Lipchitz en Constantin Brâncuşi. Hij ontdekte in die periode zowel de Afrikaanse kunst, in het Musée de l'Homme, als het surrealisme. Door al deze invloeden besloot hij af te zien van beeldhouwen naar model en de werkelijkheid los te laten. In 1927 betrok Giacometti een klein atelier in de Rue Hippolyte Maindron 46.
Hij verkeerde in het gezelschap van onder anderen de schilders Joan Miró, Alexander Calder, André Masson en via hem Michel Leiris, met wie hij bevriend bleef. Giacometti kreeg met twee beelden een expositie in Galerie Jeanne Bucher en begon in een grotere kring bekendheid te genieten. Leiris publiceerde een tekst over Giacometti in het tijdschrift Documents. Giacometti ging samenwerken met zijn broer Diego, die decoratieve voorwerpen en kunstnijverheid vervaardigde en in zijn buurt was komen wonen om hem te assisteren.

### Surrealisme

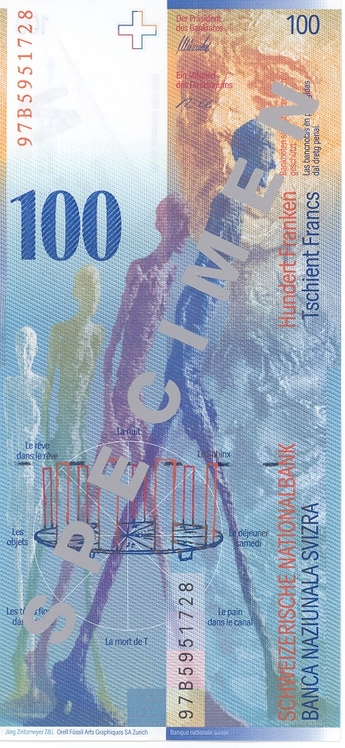
Afbeelding van de sculptuur L'Homme qui marche op de achterkant van een biljet van 100 Zwitserse francs

In de periode 1930 tot 1932 ontmoette Giacometti Louis Aragon, André Breton en Salvador Dalí, sloot zich aan bij de surrealisten en deed mee met hun activiteiten en exposities. Met zijn werk Hangende bol nam hij deel aan een tentoonstelling van Jean Arp en Joan Miró bij Galerie Pierre Loeb. Vele exposities met de surrealisten volgden in Europa en de Verenigde Staten.
In 1934 kreeg Giacometti een eerste solo-expositie bij Galerie Julien Levy in New York. In de periode van 1935 tot 1940 probeerde hij vergeefs weer naar model te werken: niets werd zoals hij het zich voorstelde. Het luidde wel zijn uitsluiting door de surrealisten in. Een kop, we weten wel wat een kop is, zei Breton. Hij exposeerde niet meer tot 1947. Begin 1931 ontmoet hij ook voor het eerst Pablo Picasso wat resulteerde in een jarenlange vriendschap.

### 1940-1966
Van 1942 tot 1944 woonde Giacometti in Genève, waar hij zijn latere echtgenote Annette Arm ontmoette. Diego wist in Parijs zijn atelier in stand te houden. Na terugkeer in Parijs voegde Annette zich bij hem. Giacometti huwde haar in 1949. Nu brak Giacometti's meest productieve periode aan met zijn vrouw als muze en voornaamste model.
Al snel kreeg Giacometti belangrijke exposities, waaronder in de Pierre Matisse Gallery in New York. Tijdens de Biënnale van Venetië van 1962 ontving Giacometti de Grote Prijs van de Beeldhouwkunst. Hij overleed in 1966 aan de gevolgen van een hartziekte en chronische bronchitis. Hij werd begraven in Borgonovo, dicht bij zijn ouders.
Zijn werk is te vinden in de collecties van vele belangrijke musea en beeldenparken.
In het voormalige treinstation Gare des Invalides in Parijs zal vanaf 2026 een nieuw Giacometti Museum gevestigd worden.

## Trivia
- Begin februari 2010 werd een van de zes exemplaren van Giacometti's werk L'Homme qui marche uit 1961 door de Commerzbank geveild voor 74 miljoen euro. De bank wilde het geld besteden aan culturele initiatieven en aan musea die door de bank werden gesteund.[1]
- In 2015 werd tijdens de lenteveiling van Christie's in New York L'Homme au Doigt (Man Pointing) verkocht voor 141,3 miljoen dollar (126,7 miljoen euro).
- In 1995 werd in Breda het Chassé Theater van architect Herman Hertzberger geopend, waarvan het golvende dak geïnspireerd is op het in 1927 door Giacometti gecreëerde kunstwerk De slapende vrouw die droomt.